# Tosos
Tosos – gmina w Hiszpanii, w prowincji Saragossa, w Aragonii, o powierzchni 68,65 km². W 2011 roku gmina liczyła 226 mieszkańców.
W Tosos urodził się wikariusz apostolski Fernando Poo Leoncio Fernández Galilea CMF.